# جی. دی. دیلارد
جی. دی. دیلارد (به انگلیسی: J. D. Dillard) کارگردان فیلم، تهیه‌کننده و فیلم‌نامه‌نویس آمریکایی است که بیشتر به خاطر فیلم‌های شعبده‌باز (۲۰۱۶)، دورافتاده (۲۰۱۹) و از خودگذشتگی (۲۰۲۲) شناخته شده‌است.

## اوایل زندگی
او به عنوان یک پسر بچه نیروی دریایی، پسر بروس و گری دیلارد بزرگ شد. پدرش افسر پرواز نیروی دریایی و دومین آفریقایی-آمریکایی بود که برای پرواز فرشتگان آبی انتخاب شد.

## جوایز
در ژانویه ۲۰۱۶، دیلارد نامزد جوایز در جشنواره فیلم ساندنس، در بخش "بهترین‌های بعدی!"، برای کارش در فیلم شعبده‌باز شد. در فوریه ۲۰۱۸، دیلارد دو نامزدی در جوایز بلک ریل ۲۰۱۸، در بخش‌های «بهترین فیلم‌ساز نوظهور» و «بهترین فیلم‌نامه اول»، همچنین برای کارش در فیلم شعبده‌باز دریافت کرد.